# Ruth Nivon Machoud
Ruth Nivón Machoud (* 21. August 1990 in Oaxaca) ist eine ehemalige mexikanisch-schweizerische Triathletin. Sie war 2009 Mitglied der Schweizer Nationalmannschaft im Team Olympic Distance und startete später wieder für Mexiko.

## Werdegang
Seit 2006 nahm Nivón Machoud an ITU-Wettkämpfen teil.

### Junioren-Weltmeisterin Aquathlon 2007
Im Mai 2007 gewann sie für die Schweiz die Junioren-Aquathlon-Weltmeisterschaft. 2008 wurde sie Vizejuniorenweltmeisterin Duathlon. Bei den Junioren wurde sie im September 2008 im italienischen Rimini Vizeweltmeisterin und 2009 Siebte bei der Triathlon-Europameisterschaft.

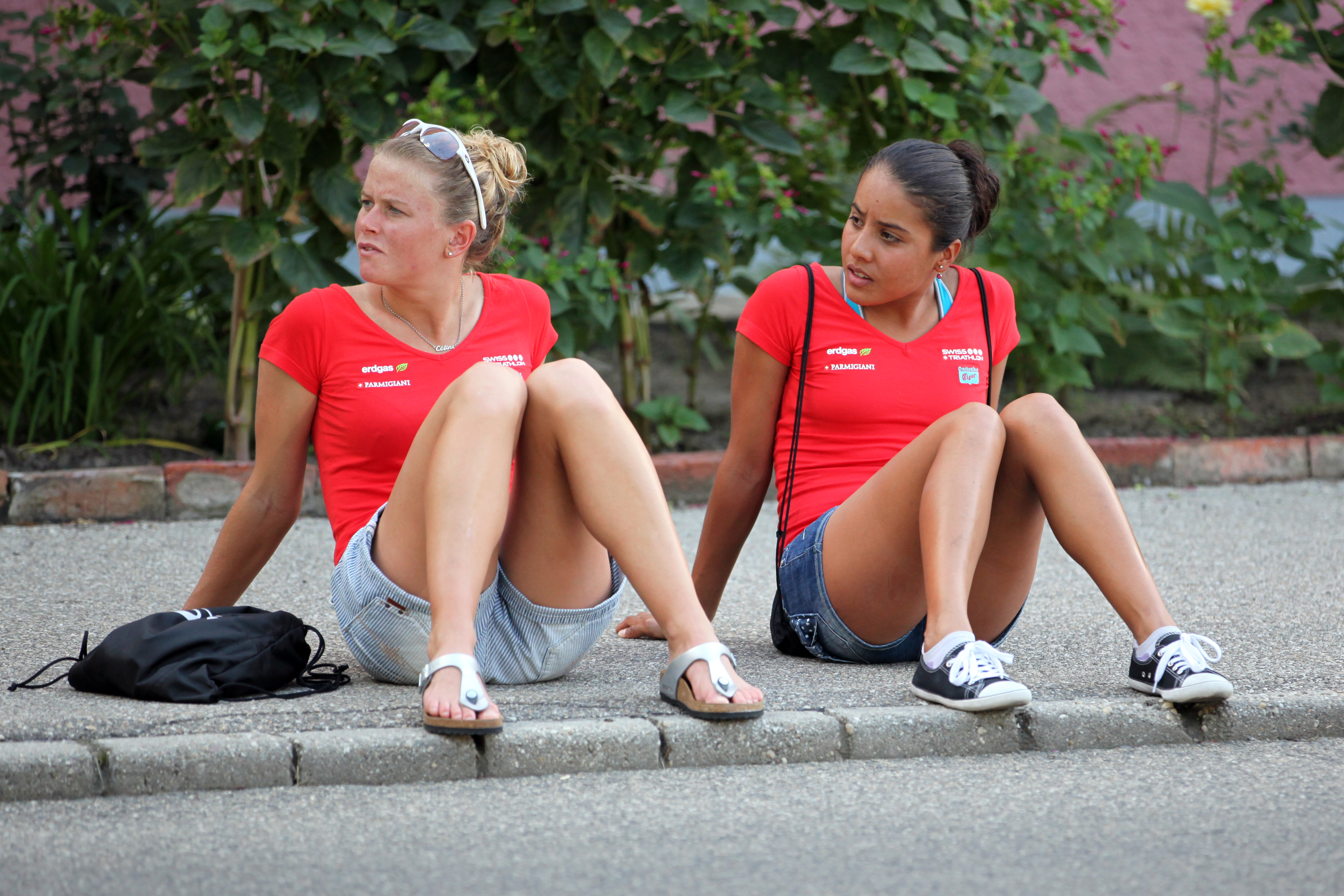
Nivon Machoud (rechts) mit ihrer Teamkollegin Céline Schärer in Tiszaújváros, 2011

2009 gewann Ruth Nivón Machoud ein Verfahren gegen den mexikanischen Triathlon-Verband, der Nivon nicht zur Olimpiada Nacional zulassen wollte, nachdem sie gegenüber der ITU erklärt hatte, ab 31. März 2009 international für die Schweiz antreten zu wollen.

2010 wurde sie auf der Triathlon-Mitteldistanz Achte beim Ironman 70.3 (Asien-Pazifik-Meisterschaft) in Phuket. In Frankreich ging Nivón Machoud 2011 in der D1-Clubmeisterschaftsserie Lyonnaise des Eaux für den Verein TCC 36 an den Start.
Ruth Nivón Machoud lebt in Mexiko (Oaxaca) und in der Schweiz (Fully, Kanton Wallis). Ihre Mutter, Dr. Corinne Machoud, ist Spanisch-Lehrerin und Triathlon-Trainerin, ihr Vater, Dr. Sergio Nivón, ist Arzt. Gemeinsam leiten die beiden die „San Felipe Academy“ in Oaxaca.
Seit August 2013 startete sie wieder in Mexiko für das Team TBB.

### Mexikanische Meisterin Triathlon Langdistanz 2014
Im November 2014 wurde sie mexikanische Meisterin auf der Triathlon-Langdistanz (1,9 km Schwimmen 90 km Radfahren und 21 km Laufen).
Seit 2015 taucht sie nicht mehr in internationalen Ergebnislisten auf.

## Sportliche Erfolge
| Datum/Jahr    | Rang | Wettbewerb                                       | Austragungsort | Zeit       | Bemerkung                                                                         |
| ------------- | ---- | ------------------------------------------------ | -------------- | ---------- | --------------------------------------------------------------------------------- |
| 22. März 2014 | 9    | PATCO Triathlon Pan American Cup                 | La Paz         | 02:08:38   | hinter der Siegerin Leanda Cave                                                   |
| Apr. 2010     | 3    | Internationaler Triathlon Wallisellen            | Wallisellen    | 00:52:39,4 |                                                                                   |
| 9. Sep. 2009  | 39   | ITU Triathlon World Championship Junior Women    | Gold Coast     | 01:07:03   | Junioren-Weltmeisterschaft (750 m Schwimmen, 20,9 km Radfahren und 5,4 km Laufen) |
| 2. Juli 2009  | 7    | ETU Triathlon European Championship Junior Women | Rijssen-Holten | 01:00:13   | Triathlon-Junioren-Europameisterschaft                                            |
| 30. Aug. 2007 | 19   | ITU Triathlon World Championship Junior Women    | Hamburg        | 01:01:48   |                                                                                   |
| 3. Sep. 2006  | 57   | ITU Triathlon World Championship Junior Women    | Lausanne       | 01:16:38   |                                                                                   |

| Datum/Jahr    | Rang | Wettbewerb                                         | Austragungsort | Zeit     | Bemerkung                                 |
| ------------- | ---- | -------------------------------------------------- | -------------- | -------- | ----------------------------------------- |
| 30. Nov. 2014 | 1    | MEX Long Distance Triathlon National Championships | Ixtapa         | 04:48:20 | Nationale Meisterin Triathlon Langdistanz |
| 5. Dez. 2010  | 8    | Ironman 70.3 Asia Pacific                          | Phuket         |          | 70.3 Asien-Pazifik-Meisterschaften        |

| Datum/Jahr    | Rang | Wettbewerb                               | Austragungsort | Zeit     | Bemerkung                           |
| ------------- | ---- | ---------------------------------------- | -------------- | -------- | ----------------------------------- |
| 27. Sep. 2008 | 2    | ITU Duathlon Juniors World Championships | Rimini         | 01:04:43 | Vizejunioren-Duathlon-Weltmeisterin |

| Datum/Jahr   | Rang | Wettbewerb                                    | Austragungsort | Zeit     | Bemerkung                                                                        |
| ------------ | ---- | --------------------------------------------- | -------------- | -------- | -------------------------------------------------------------------------------- |
| 12. Mai 2007 | 1    | ITU Aquathlon World Championship Junior Women | Ixtapa         | 00:33:33 | Junioren-Weltmeisterin Aquathlon und Siegerin der Altersgruppe (Age Group 18–19) |

(DNF – Did Not Finish)